# Olympische Winterspiele 1932/Eisschnelllauf – 10.000 m (Männer)
Das 10.000-Meter-Rennen im Eisschnelllauf der Männer bei den Olympischen Winterspielen 1932 fand vom 5. bis 8. Februar 1932 statt. Insgesamt nahmen 18 Athleten aus 6 Ländern an dem Wettbewerb im James B. Sheffield Olympic Skating Rink teil.
In zwei Vorläufen wurden insgesamt acht Finalteilnehmer ermittelt, die in einem Finalrennen gegeneinander antraten. Der US-Amerikaner Irving Jaffee wurde mit einer Zeit von 19:13,6 Minuten Olympiasieger, während Silber an Ivar Ballangrud aus Norwegen und Bronze an den Kanadier Frank Stack ging.

## Ergebnisse

### Vorläufe
6. Februar 1932

#### Vorlauf 1
| Rang | Athlet           | Nation             | Zeit        | Anmerkungen |
| ---- | ---------------- | ------------------ | ----------- | ----------- |
| 1    | Alexander Hurd   | Kanada             | 17:56,2 min | Q           |
| 2    | Ivar Ballangrud  | Norwegen           |             | Q           |
| 3    | Valentine Bialas | Vereinigte Staaten |             | Q           |
| 4    | Edwin Wedge      | Vereinigte Staaten |             | Q           |
| 5    | Ossi Blomqvist   | Finnland           |             |             |
|      | Ishihara Shōzō   | Japan              |             | DNF         |
|      | Marion McCarthy  | Kanada             |             | DNF         |
|      | Michael Staksrud | Norwegen           |             | DNF         |
|      | Uruma Tomeju     | Japan              |             | DNF         |

#### Vorlauf 2
| Rang | Athlet            | Nation             | Zeit        | Anmerkungen |
| ---- | ----------------- | ------------------ | ----------- | ----------- |
| 1    | Irving Jaffee     | Vereinigte Staaten | 18:05,4 min | Q           |
| 2    | Frank Stack       | Kanada             |             | Q           |
| 3    | Bernt Evensen     | Norwegen           |             | Q           |
| 4    | Eddie Schroeder   | Vereinigte Staaten |             | Q           |
| 5    | Willy Logan       | Kanada             |             |             |
| 6    | Hans Engnestangen | Norwegen           |             |             |
|      | Kawamura Yasuo    | Japan              |             | DNF         |
|      | Kitani Tokuo      | Japan              |             | DNF         |
|      | Ingvar Lindberg   | Schweden           |             | DNF         |

### Finale
8. Februar 1932
| Rang | Athlet           | Nation             | Zeit        |
| ---- | ---------------- | ------------------ | ----------- |
| 1    | Irving Jaffee    | Vereinigte Staaten | 19:13,6 min |
| 2    | Ivar Ballangrud  | Norwegen           |             |
| 3    | Frank Stack      | Kanada             |             |
| 4    | Edwin Wedge      | Vereinigte Staaten |             |
| 5    | Valentine Bialas | Vereinigte Staaten |             |
| 6    | Bernt Evensen    | Norwegen           |             |
| 7    | Alexander Hurd   | Kanada             |             |
| 8    | Eddie Schroeder  | Vereinigte Staaten |             |